# Stöde och Fanbyn
Stöde och Fanbyn – miejscowość (tätort) w Szwecji, w regionie administracyjnym (län) Västernorrland, w gminie Sundsvall.
Według danych Szwedzkiego Urzędu Statystycznego liczba ludności wyniosła: 704 (31 grudnia 2015), 1279 (31 grudnia 2018) i 1304 (31 grudnia 2019).